# CBHD
CBHD (acronimo di China Blue High Definition) conosciuto anche come CH-DVD è un formato ottico digitale sviluppato da Optical Memory National Engineering Research Center, presso l'Università Tsinghua di Pechino sulla base dell'ormai dismesso formato HD DVD. Esso è il risultato dello sviluppo del precedente formato CH DVD che alcune aziende cinesi avevano sviluppato assieme al consorzio HD DVD e del quale non si era poi saputo più nulla dopo la dipartita di HD DVD.
A fine luglio 2008 a sorpresa il produttore cinese Shanghai United Optical Disc annunciò la messa in funzione di una prima linea di produzione e di essere pronta per la produzione su larga scala entro settembre 2008. CBHD fin dalla sua prima presentazione è stato accreditato di limitate possibilità di diffusione internazionale, principalmente per lo scarso interesse dimostrato per esso da parte delle principali case di produzione internazionale, motivo cardine della sconfitta di HD DVD, tuttavia molti analisti ritengono che la diffusione al solo mercato cinese sia più che sufficiente a garantire a CBHD la piena sostenibilità economica e il successo.

## Tecnologia
Lo standard CBHD è concettualmente e costruttivamente identico al formato HD DVD del quale conserva tutte le peculiarità, si differenzia da esso per l'implementazione di formati audiovisivi di proprietà cinese e di alcuni ulteriori misure di protezione dei contenuti. Il CBHD si differenzia dall'HD DVD in diverse aree chiave. Il CBHD utilizza il codec video AVS, di proprietà del governo della RPC, il codec audio DRA e un sistema di protezione dalla copia.